# Schlacht von Great Bridge
Die Schlacht von Great Bridge war eine Schlacht im Amerikanischen Unabhängigkeitskrieg, die am 9. Dezember 1775 bei Chesapeake, Virginia stattfand. Der Sieg der Kontinentalarmee führte dazu, dass der britische Kommandant Lord Dunmore und andere noch verbliebene Vertreter der Krone sich aus Virginia zurückzogen. Die Vorherrschaft der Patrioten in Virginia wurde weiter gesichert, als es ihnen wenig später auch gelangt, Norfolk einzunehmen, das bis dahin ein wichtiger Stützpunkt der Loyalisten war.

## Hintergrund
Die vollständige Niederlage Großbritanniens bei der Schlacht von Great Bridge, sieben Monate vor der Amerikanischen Unabhängigkeitserklärung, wurde von den Zeitgenossen als die „Zweite Schlacht von Bunker Hill“ bezeichnet. Sie ermöglichte den Patrioten die Eroberung von Norfolk. Mit ihrem Sieg endete die Herrschaft der britischen Krone in Virginia.
Der Gouverneur der Kolonie Virginia, Lord Dunmore, hatte sich aus Williamsburg bereits zurückgezogen, Norfolk galt jedoch weiterhin als ein „Tory-Nest“, und Dunmore hoffte, er könne die Rebellion eindämmen, indem er die Plantagen der Patrioten ausplündern ließ und auf diese Weise nicht nur zu Druckerpressen gelangen, sondern auch die Sklaven auf seine Seite ziehen würden. Obwohl er nur ein Regiment und wenige Bataillone besaß, schrieb er am 30. November 1775: I really believe we should reduce this colony to a proper sense of their duty. (deutsch: „Ich glaube wirklich, wir sollten diese Kolonie zu einem angemessenen Pflichtgefühl zwingen.“).
Auf der gegnerischen Seite drängte der Kommandant der Kontinentalarmee, George Washington, dass Dunmore „augenblicklich vernichtet“ werden solle, damit seine Kräfte nicht wuchsen. Aus Neuengland schrieb er an den Präsidenten des Kontinentalkongresses: I do not mean to dictate, I am sure they will pardon me from freely giving them my opinion, which is, that the fate of America a good deal depends on his being obligated to evacuate Norfolk this winter or not. (deutsch: „Ich möchte nicht diktieren, ich bin sicher, sie werden es mir verzeihen, dass ich ihnen offen meine Meinung sage, nach der das Schicksal Amerikas zu einem guten Teil davon abhängt, ob Norfolk in diesem Winter geräumt wird oder nicht.“)

## Verlauf der Schlacht
Nach Berichten von Zeitzeugen in der Virginia Gazette bewegte Lord Dunmore, nachdem er den Widerstand in Kemp’s Landing (heute Kempsville) niedergerungen hatte, sich 16 km nach Süden nach Great Bridge am Südarm des Elizabeth River. Great Bridge war ein Verladepunkt für Schindeln, Teerpottasche und Terpentin aus den Carolinas. Da er auf wachsenden Widerstand stieß, errichtete er auf der nördlichen Seite (Norfolk) eine Palisade, entfernte die Brückenbeplankung, zerstörte fünf oder sechs Häuser auf dem gegenüberliegenden Ufer und sicherte die schmalen Dämme, die zur Brücke führten, mit zwei 12-Pfund-Kanonen.
Befehlshaber der patriotischen Truppen – des 2. Virginia-Regiments – war Colonel William Woodford. Dieser verfügte, als er seine Kräfte bei Great Bridge zusammenzog, über Minutemen aus den im Westen der Kolonie gelegenen Fauquier, Augusta und Culpeper Countys, aber auch über Freiwillige aus den Princess Anne und Norfolk Counties. Woodford berichtete, dass unter Colonel Vail 250 Männer aus den Carolinas eingetroffen seien, „reguläre Soldaten, Minutemen und Freiwillige“. Die Virginia Gazette schrieb: 150 gentlemen volunteers had marched to Virginia from North Carolina on hearing of Lord Dunmore's insolences and outrages. (deutsch: „150 Herren marschierten aus North Carolina als Freiwillige nach Virginia, nachdem sie von Lord Dunmores Unverschämtheiten und Ungeheuerlichkeiten gehört hatten.“)
Dunmore, der über die Stärke des Gegners unzutreffend informiert war, schickte Matrosen seines in Norfolk liegenden Schiffes Otter und „gut 60 Einwohner“ zu einem Überraschungsangriff auf Great Bridge. Am frühen Morgen des 9. Dezember, nachdem die Patrioten das Signal zum Wecken gegeben hatten, führte der britische Captain Fordyce eine Gruppe von 60 Grenadieren und ein Korps von regulären und Miliz-Soldaten über die Brücke. Mit zwei Kanonen, die auf die Insel gebracht worden waren, kämpften sie sich in die Richtung der Schanze der Patrioten vor. Auf deren Seite befahl Lieutenant Travis seinen Männern, auf die gut 120 Briten erst zu schießen, wenn sie sich der Schanze auf 50 Yards näherten. Da ihr Angriff scheinbar auf keinen Widerstand stieß, glaubten die Briten, die Schanze sei verlassen. Lieutenant Fordyce schwenkte seinen Hut, rief: The day is our own. (deutsch: „Der Tag gehört uns.“) und stürmte mit seinen Soldaten auf die Schanze zu. Während dies geschah, erhoben sich in der Schanze gut 80 Patrioten und gaben auf die Briten wohlgezielte und darum vernichtende Schüsse ab. Fordyce wurde von 14 Kugeln getroffen und endete nur 15 Schritte von der Brustwehr der Schanze entfernt. Zahlreiche Briten fielen mit ihm, die übrigen zogen sich ungeordnet zurück. An der Brücke setzten die Briten ihr Kanonenfeuer fort, konnten jedoch nicht weiter vordringen, da die Patrioten sie von der Brustwehr der Schanze und aus seitlichen Positionen heraus beschossen. Nach gut 25 Minuten war Dunmores Versuch, die Stellung der Patrioten zu vernichten, gescheitert und ins Gegenteil umgeschlagen.
Auf eine Waffenruhe, während der die Briten ihre Verwundeten und Gefallenen von der Insel bargen, folgte in der Nacht ihr Rückzug und ihre Rückkehr auf die Schiffe in Norfolk. Die Patrioten hatten mehrere verwundete Briten zu versorgen und gaben Lieutenant Charles Fordyce nahe der Schlachtschauplatzes ein Begräbnis mit allen militärischen Ehren. Die Verluste dieser Schlacht werden uneinheitlich beziffert. Während Dunmore „offiziell“ 62 Tote und Verwundete angab, berichtete ein Patriot von 102 britischen Verlusten. Von Fordyces 60 Grenadieren überlebten nur elf. In den Reihen der Patrioten gab es nur 1 Verwundeten, der leicht am Daumen verletzt worden war.

## Folgen
Die Herrschaft der britischen Krone über Virginia wurde durch die Schlacht beendet. Die Briten wurden vollständig in die Flucht geschlagen und zogen sich nach Norfolk zurück. Zur selben Zeit, als George Washington aus Neuengland an den Kontinentalkongress schrieb, konnte Colonel Woodford dem Präsidenten der Virginia Convention, Edmund Pendleton, berichten, dass er und Colonel Robert Howe mit 1275 Mann die Kontrolle über Norfolk erlangt haben und dass die Loyalisten mit ihren Familien an Bord der Otter gegangen seien.

## Die Stätte heute
Über die Einrichtung eines Battle of Great Bridge State Park wird in Virginia derzeit diskutiert. Am Schauplatz der Schlacht, an dem sich auch heute eine Brücke befindet, werden die Ereignisse der Schlacht Anfang Dezember alljährlich von Kostümierten nachgespielt.